# Fried (Julian Cope)
Fried è il secondo album di Julian Cope, prodotto dalla Mercury Records nel 1984.

## Tracce
Lato A
1. Reynard The Fox
2. Bill Drummond Said
3. Laughing Boy
4. Me Singing
5. Sunspots

Lato B
1. The Bloody Assizes
2. Search Party
3. O King Of Chaos
4. Holy Love
5. Torpedo